# Jeannine Dion-Guérin
Pour les articles homonymes, voir Dion et Guérin.
Jeannine Dion-Guérin, née à Sannois (Seine-et-Oise) le 8 juin 1933 et morte le 13 juin 2025 à Montmorency (Val-d'Oise) , est une femme de lettres, poète, comédienne, conférencière, animatrice de radio française.

## Biographie
Jeannine Dion-Guérin a exercé dans l'Éducation Nationale en tant que directrice d’école maternelle à Frépillon. Depuis sa retraite, elle se consacre entièrement à la poésie, au théâtre, à la radio. Auteur d’une vingtaine d’ouvrages publiés en France et en Belgique, elle est notamment la créatrice du projet poétique international et de l’anthologie d’art Vincent, de la toile au poème, réalisés en 1990 sous le haut patronage de Léopold Sédar Senghor pour le centenaire de la mort de Van Gogh.
Son anthologie sur livre-CD Offre-moi ce oui... fait entendre sa propre voix accompagnée à la guitare par Alain Richou.
Du point de vue technique de son art poétique, Jeannine Dion-Guérin se réfère à l’Oulipo, en particulier à Georges Perec avec qui elle a suivi un atelier d’écriture à l'Abbaye de Royaumont, à Jacques Roubaud, Jacques Bens, Jacques Jouet. L'écriture sous contrainte est particulièrement explicite dans Le Signe, quel signe ou Le guetteur immobile :  

« Lorsque je décidai de m'inscrire à cet atelier de "L'OULIPO" sous la direction de Georges Perec et dans le cadre prestigieux de l'Abbaye de Royaumont, pouvais-je deviner, qu'au-delà des bénéfices immédiats de la rigueur à acquérir, les règles de l'écriture sous contrainte inculquées par le maître, germeraient bien plus tard ? »

Les poètes de prédilection de Jeannine Dion-Guérin demeurent Guillevic et Léopold Sédar Senghor, qu'elle a tous deux personnellement rencontrés.
Pour le premier, en 2010, elle publie Les Sabots de bois vert : hommage au poète Guillevic.

« Silence à bout de mots, à bout de voix, je tente d'explorer ton Domaine. Le domaine est lieu, le domaine est lien. Il se nourrit de connaissance et ne peut la partager que celui qui en médite les secrets. »

Quant à Léopold Sédar Senghor, c'est au Congrès international de Poésie de Marrakech, en 1984, que Jeannine Dion-Guérin le voit pour la première fois. En 2006, Jeannine Dion-Guérin représente la France à Bruxelles, lors de la commémoration de la Francophonie et du Centenaire de la naissance de Léopold Sédar Senghor, Journée organisée par l’Union européenne. Elle relate les liens qui l'unissent au poète sénégalais et à son oeuvre, notamment à travers leur correspondance, dans À l'ombre du baobab : rencontre du poète Léopold Sédar Senghor.
Jeannine Dion-Guérin contribue au lancement des premières « Journées du Livre de Sablet» dans le Vaucluse et y prend une part active pendant de nombreuses années. Avec Jacques Salomé, elle est souvent membre du jury du concours littéraire organisé à l’occasion de cette manifestation par la bibliothèque de Sablet et Portique.
Membre de plusieurs associations, elle fréquente les cercles littéraires et poétiques parisiens et de la région parisienne, parmi lesquels la Société des Poètes Français dont elle a été secrétaire générale, le Club des poètes (fondé par Jean-Pierre Rosnay).
En 2023, le Grand Prix de Poésie est attribué à Jeannine Dion-Guérin pour l'ensemble de son œuvre par la Société des poètes français.

## Œuvres

### Récit biographique
- À l'ombre du baobab : rencontre du poète Léopold Sédar Senghor, présentation d'Henri Arphang Senghor, Editinter, 2017, 257 p.  (ISBN 978-2-35328-170-1) [résumé de l'ouvrage]

### Poésie
- Silence à haute voix, ill. de Marie-Geneviève Simon-Ballou, Éditinter, 2023, 119 p.  (ISBN 978-2-35328-218-0)
- Et que la joie demeure, ill. de Wilfrid Ménard, Éditinter, 2020, 194 p.  (ISBN 978-2-35328-196-1)
- Lumière des mots : poèmes de Jeannine Dion Guérin sur des tableaux de Casimir Farley, préf. de Michel Bénard, Editinter, 2018, 71 p.  (ISBN 978-2-35328-188-6) [présentation en ligne]
- Il fait un temps de tournesol, préf. de Michel Bénard, photographies de Dominique Goutal-Guérin et de Michèle Lacker, Soisy-sur-Seine, Editinter, 2015, 142 p.  (ISBN 978-2-35328-143-5) [présentation en ligne]
- Offre-moi ce oui…  [livre-CD], voix et poèmes Jeannine Dion-Guérin, musique et guitare Alain Richou, ill. de  Wilfrid Ménard, [Eaubonne, RPS-Repro], 2014, 33 p.+ 1 disque compact  (ISBN 978-2-9532241-1-5) [présentation en ligne]
- Les Sabots de bois vert : hommage au poète Guillevic, Soisy-sur-Seine, Editinter, 2010, 103 p.  (ISBN 978-2-35328-057-5)
- Escale à Kelibia, ill. de Id Yakoubi, [Eaubonne, RPS-Repro], 2008, [27] p.  (ISBN 978-2-9532241-0-8)
- Petite suite pour une convalescence, ill. de Wilfrid Ménard, Soisy-sur-Seine, Editinter, 2008, 101 p.  (ISBN 978-2-35328-030-8) [résumé de l'ouvrage]
- L'Écho des nuits, préf. de Maurice Lestieux, ill. de Casimir Farley, Soisy-sur-Seine, Editinter, 2007, 127 p.  (ISBN 978-2-3532-8012-4) [résumé de l'ouvrage]
- Les Étoiles ne sont pas toutes dans le ciel, ill. de Marie-Geneviève Simon-Ballou, [Eaubonne, RPS-Repro], 2007, [37] p.
- Sablier des métamorphoses, préf. de Jean Joubert, ill. de Wilfrid Ménard, Soisy-sur-Seine, Editinter, 2005, 133 p.  (ISBN 2-915228-62-0) [recension de l'ouvrage]
- Le Tracé des sèves, ill. de l'auteur inspirées de Vincent Van Gogh, Soisy-sur-Seine, Editinter, 2003, 69 p. (Prix Sabine Sicaud) (ISBN 2-914227-87-6) [extrait de l'ouvrage]
- Le Signe, quel signe ou Le guetteur immobile, ill. de Jacky Duyck, Soisy-sur-Seine, Editinter, 2002, 131 p.  (ISBN 2-914227-80-9) [recension de l'ouvrage]
- Jeux d'osselets, Vaison, Bruxelles, Le G.E.A.I. bleu, la Centaine, 1998, 46 p.
- De chair et de lumière, préf. de Juliette Decreus, ill. de Joëlle Desterne, Namur, Ed. de l'Acanthe, 1997, 90 p. (Prix René Arcos au Forum des poètes 1997)  (ISBN 2-930219-17-3)
- Brève la migration, Namur, Ed. de l'Acanthe, 1996, 44 p.
- Mines de fond, Bruxelles, E. Kesteman, 1994, 43 p.
- Le Tracé des sèves, [La Ravoire], GAP, 1993, 69 p. (ISBN 2-7417-0110-5)
- Éclats de soleil, ill. de GEB, [La Ravoire], Éditions GAP, 1989, 78 p.  (ISBN 2-907347-37-3)
- Le Sang des cailloux, [Pierrelaye, Presses d'Offset 14], 1987, 99 p.  (ISBN 2-9501118-1-5)
- L'Amande douce-amère, [Pierrelaye, Presses d'Offset 14], 1985, 77 p.  (ISBN 2-9501118-0-7)
- Mélodie sous la mer
- Babirimes : jeux poétiques d'enfants d'école maternelle, Le Bourget, École maternelle Saint-Exupéry ; Frépillon, École maternelle Vieille-Fontaine, 1986  (ISBN 2-9501485-0-6)

### Anthologies
- Maggy de Coster. Dir., Fenêtre ouverte - Ventana abierta : anthologie de poésie bilingue français-espagnol - antologia de poesia bilingüe francés-espanol, Ed. Idem, 2017.  (ISBN 978-2-36430-030-9) [sommaire de l'ouvrage]
- Giovanni Dotoli. Dir., La Poésie érotique féminine française contemporaine : anthologie, Hermann, 2011.  (ISBN 978-2-7056-8095-4) [sommaire de l'ouvrage]
- Maggy de Coster. Dir., Le Chant des Villes - Anthologie du Manoir des Poètes, Ed. Dianoïa, 2006.  (ISBN 978-2913126428)[Jeannine Dion-Guérin]
- Soif de mots. T. 14 , 6 écrivaines en 2003 (Mélanie Lafonteyn, Rolande Cielny, Jeannine Dion-Guérin, Ellen Fernex, GAM, Laura Hepp), Les Granges-le-Roi, le Brontosaure, 2003  (ISBN 2-900742-65-X)
- Jeannine Dion-Guérin. Ed., Vincent : de la toile au poème : hommage à Van Gogh pour son Centenaire, Auvers-sur-Oise, Connaissance de l'art par la poésie, 1990 (Prix René Arcos au Forum des poètes 1994)  (ISBN 2-9504234-0-X)  (ISBN 978-2-9504234-0-5) (en feuilles)

## Radio
- En vers et avec tous [lire en ligne].
- En vers et avec tous : émission du 10 mai 2007 : Maurice Lestieux et Nathalie Cousin présentent L'Echo des nuits de Jeannine Dion-Guérin.
- L’Onde Poétique – Dis-moi ta poésie, émission de l'Ouvre Boîte à Poèmes 4 juin 2020 : Et que la joie demeure : rencontre avec Jeannine Dion-Guérin, diffusion sur idFM de 21 h à 22 h.